# Bernd Schröppel
Bernd Schröppel (*  1967 in Aulendorf) ist ein deutscher Internist und Nephrologe. Er ist seit 2014 Leiter der Sektion Nephrologie in der Klinik für Innere Medizin I des Universitätsklinikums Ulm.

## Werdegang
Schröppel studierte von 1988 bis 1994 Humanmedizin an der Universität Ulm und promovierte 1996 mit der Auszeichnung „summa cum laude“ bei Brückner mit dem Thema „Der Einfluss von Deferoxamin auf die Sauerstoffradikale und Eicosanoide in der Frühphase der Sepsis“.
Als Arzt im Praktikum war er unter anderem an der Medizinischen Poliklinik in München und dem Albert Einstein College of Medicine in New York, USA. Seine nephrologische Weiterbildung durchlief er bei Schlöndorff am Klinikum Ludwig-Maximilians-Universität München sowie in Form eines „Fellowships“ am Mount Sinai Hospital in New York, USA.
2002 legte er die Facharztprüfung für Innere Medizin beim amerikanischen „Board of Internal Medicine“ und ein Jahr später in Deutschland ab. 2004 qualifizierte er sich als Facharzt für Nephrologie beim „American Board of Nephrology“ sowie der deutschen Ärztekammer.

## Berufliche und wissenschaftliche Tätigkeit
Bernd Schröppel begann im Anschluss seine klinische und wissenschaftliche Karriere in den USA.
Zunächst als „Instructor of Medicine“ an der Mount Sinai School of Medicine, New York, später ebenda als „Assistant Professor of Medcine“, „Medical Director of Kidney/Pankreas Transplant Program“ und „Adjunct Assistent Professor of Medicine“.
2014 habilitierte Schröppel in Deutschland zum Thema „Wie die Aktivierung von Toll-like-Rezeptoren die adaptive Immunantwort nach einer Transplantation auslöst“.
Seit Juni 2013 ist Schröppel Oberarzt, seit Oktober 2014 Sektionsleiter der Nephrologie in der Klinik für Innere Medizin I am Universitätsklinikum Ulm. 2017 wurde er ebenda zum Professor ernannt.

## Mitgliedschaften und Ehrungen
Schröppel ist Mitglied in US-Komitees, wie dem AST Basic Science Committee, dem UNOS Pancras Transplantation Committee und  Kongress- und Programmkomitees.
Schröppel erhielt in seiner Laufbahn zahlreiche Preise. Dazu gehören der Fresenius medical thesis Research Award, der Jan Brod Research Award, der American Society of Transplant Surgeons Vanguard Proce, der Norman S. Coplon Grant Satellite Research Award, der Lous R. Wasserman Medical Scholar Career Development Award, der Dr. Harold and Golden Lamport Research Award und der ASTS -Pfizer mit-Level Fakulty Award. Besonders hervorzuheben ist zudem der Carl W. Gottschalk Research Scholar Grant der American Society of Nephrologists.

## Lehrwerke
- Schröppel B, Heeger P. Transplantation Immunology. In: Kidney Transplantation State of the Art. Hricik DE (Ed.). Second edition, London, UK: Remedica Group, 2007.
- Schröppel B, Akalin E. Transplant Immunology and Immunosuppression. In: Therapy in Nephrology and Hypertension: a companion to Brenner & Rector's The Kidney, Third Edition, by Christopher S. Wilcox, MD, published by Saunders, Elsevier Inc. 2008
- Gurkan S, Schröppel B, Murphy B. Immunology of Organ Transplantation. In: Pathology of Organ Transplantation, Springer 2011